# العلاقات الكمبودية المنغولية
العلاقات الكمبودية المنغولية هي العلاقات الثنائية التي تجمع بين كمبوديا ومنغوليا.

## مقارنة بين البلدين
هذه مقارنة عامة ومرجعية للدولتين:
| وجه المقارنة                                              | كمبوديا                   | منغوليا         |
| --------------------------------------------------------- | ------------------------- | --------------- |
| المساحة (كم2)                                             | 181.03 ألف                | 1.57 مليون      |
| عدد السكان (نسمة)                                         | 16.01 مليون               | 3.08 مليون      |
| الكثافة السكانية (ن./كم²)                                 | 88.44                     | 1.96            |
| العاصمة                                                   | بنوم بنه                  | أولان باتور     |
| اللغة الرسمية                                             | اللغة الخميرية            | اللغة المنغولية |
| العملة                                                    | ريال كمبودي، دولار أمريكي | توغروغ منغولي   |
| الناتج المحلي الإجمالي (بليون دولار)                      | 22.16 مليار               | 11.49 مليار     |
| الناتج المحلي الإجمالي (تعادل القوة الشرائية) بليون دولار | 54.37 مليار               | 36.16 مليار     |
| الناتج المحلي الإجمالي الاسمي للفرد دولار أمريكي          | 1.16 ألف                  | 3.97 ألف        |
| الناتج المحلي الإجمالي للفرد دولار أمريكي                 | 3.26 ألف                  | 11.95 ألف       |
| مؤشر التنمية البشرية                                      | 0.555                     | 0.727           |
| رمز المكالمات الدولي                                      | +855                      | +976            |
| رمز الإنترنت                                              | .kh                       | .mn             |
| المنطقة الزمنية                                           | ت ع م+07:00               | ت ع م+08:00     |

## منظمات دولية مشتركة
يشترك البلدان في عضوية مجموعة من المنظمات الدولية، منها:
| علم المنظمة | اسم المنظمة                                                | تاريخ انضمام كمبوديا | تاريخ انضمام منغوليا |
| ----------- | ---------------------------------------------------------- | -------------------- | -------------------- |
|             | وكالة ضمان الاستثمار متعدد الأطراف                         | 1 ديسمبر 1999        | 21 يناير 1999        |
|             | منظمة الشرطة الجنائية الدولية                              | ?                    | ?                    |
|             | منظمة حظر الأسلحة الكيميائية                               | ?                    | ?                    |
|             | منظمة التجارة العالمية                                     | ?                    | ?                    |
|             | الفريق المعني برصد الأرض                                   | ?                    | ?                    |
|             | الأمم المتحدة                                              | 14 ديسمبر 1955       | 27 أكتوبر 1961       |
|             | مؤسسة التمويل الدولية                                      | 26 مارس 1997         | 14 فبراير 1991       |
|             | يونسكو                                                     | 3 يوليو 1951         | 1 نوفمبر 1962        |
|             | مؤسسة التنمية الدولية                                      | 22 يوليو 1970        | 14 فبراير 1991       |
|             | بنك التنمية الآسيوي                                        | 1966                 | 1991                 |
|             | الاتحاد الدولي للاتصالات                                   | 10 أبريل 1952        | 27 أغسطس 1964        |
|             | العملية المشتركة للاتحاد الأفريقي والأمم المتحدة في دارفور | ?                    | ?                    |
|             | منتدى آسيان الإقليمي ‏                                      | ?                    | ?                    |
|             | البنك الدولي للإنشاء والتعمير                              | 22 يوليو 1970        | 14 فبراير 1991       |
|             | المركز الدولي لتسوية المنازعات الاستشارية                  | 19 يناير 2005        | 14 يوليو 1991        |
|             | الاتحاد البريدي العالمي                                    | ?                    | ?                    |

## وصلات خارجية
- موقع وزارة الخارجية الكمبودية
- موقع وزارة الخارجية المنغولية